# Лєсков Микола Феофілактович
Микола Феофілактович Лєсков (29 жовтня 1871, с. Святозеро, Олонецька губернія — 5 листопада 1915, м. Петрозаводськ, Олонецька губернія) — російський педагог, краєзнавець і етнограф, письменник.

## Біографія
Народився в родині псаломщика, карел.
Закінчив Олонецьку духовну семінарію і Санкт-Петербурзьку духовну академію зі ступенем кандидат богослов'я в 1896 році.
У період навчання у Санкт-Петербурзькій духовній академії, за завданням Російського географічного товариства, здійснив ряд фольклорних експедицій по Олонецькій губернії.
З 1887 року викладав у Каргопольському духовному училищі.
У 1893 році нагороджений срібною медаллю Російського географічного товариства «За корисні праці».
З 1908 року — викладач арифметики, географії та природознавства в Олонецькій духовній семінарії.
М. Ф. Лєсков здобув популярність як письменник, автор оповідань про життя карельської села. Друкувався під псевдонімом «М. Лєсков—Карельський».

## Родина
- син Олександр Миколайович Лєсков (нар. 8 жовтня 1899 року) — радянський державний діяч, заарештований за безпідставним звинуваченням і розстріляний 7 листопада 1937 року.

## Твори
- Лесков Н. Ф. Доклад о поездке в Олонецкую губернию летом 1892 г. // Живая старина. — 1892. — Вып. 3. — Отд. 5
- Лесков Н. Ф. О влиянии карельского языка на русский в пределах Олонецкой губернии // Живая старина. — 1892. — Вып. 2
- Лесков Н. Ф. Отчёт о поездке к олонецким карелам летом 1893 г. // Живая старина. — Вып. 1
- Лесков Н. Ф. Две репины. (Страничка из путешествия по нашему северу) // Исторический вестник. — 1893. — Т. 52. — С. 690—699.
- Лесков Н. Ф. Карельская песня // Живая старина. — 1894. — Вып. 3-4. — Отд. 2. — С. 499—511.
- Лесков Н. Ф. Умер натуральной смертью… // Исторический вестник. — 1894. — Т. 55. — С. 630—642.
- Лесков Н. Ф. Поездка в Корелу // Живая старина. — 1895. — Вып. 3-4. — Отд. 1. — С. 279—297.